# بيغ باك باني
بیگ باک باني (بالإنجليزية: Big Buck Bunny)‏ هو فيلم تحريك حاسوبي ثلاثي الأبعاد تم إنشاءه باستخدام برنامج الرسوم ثلاثية الأبعاد الحُر بلندر أصدر سنة 2008 بالولايات المتحدة الأمريكية أنتجته مؤسسة بلندر وهو مثل فيلم أحلام الفيلة .

## صور ملتقطة من الفيلم

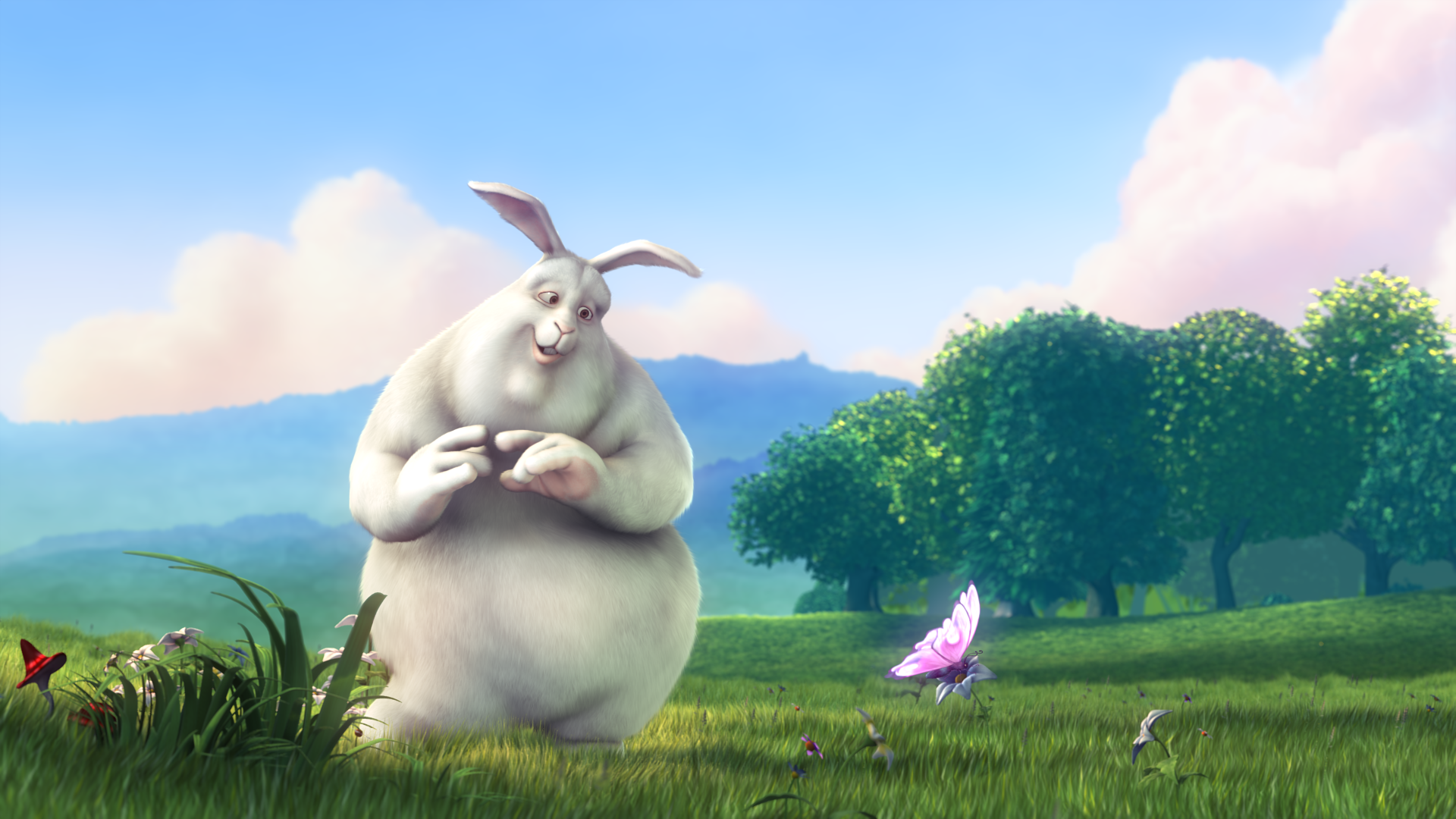
باني
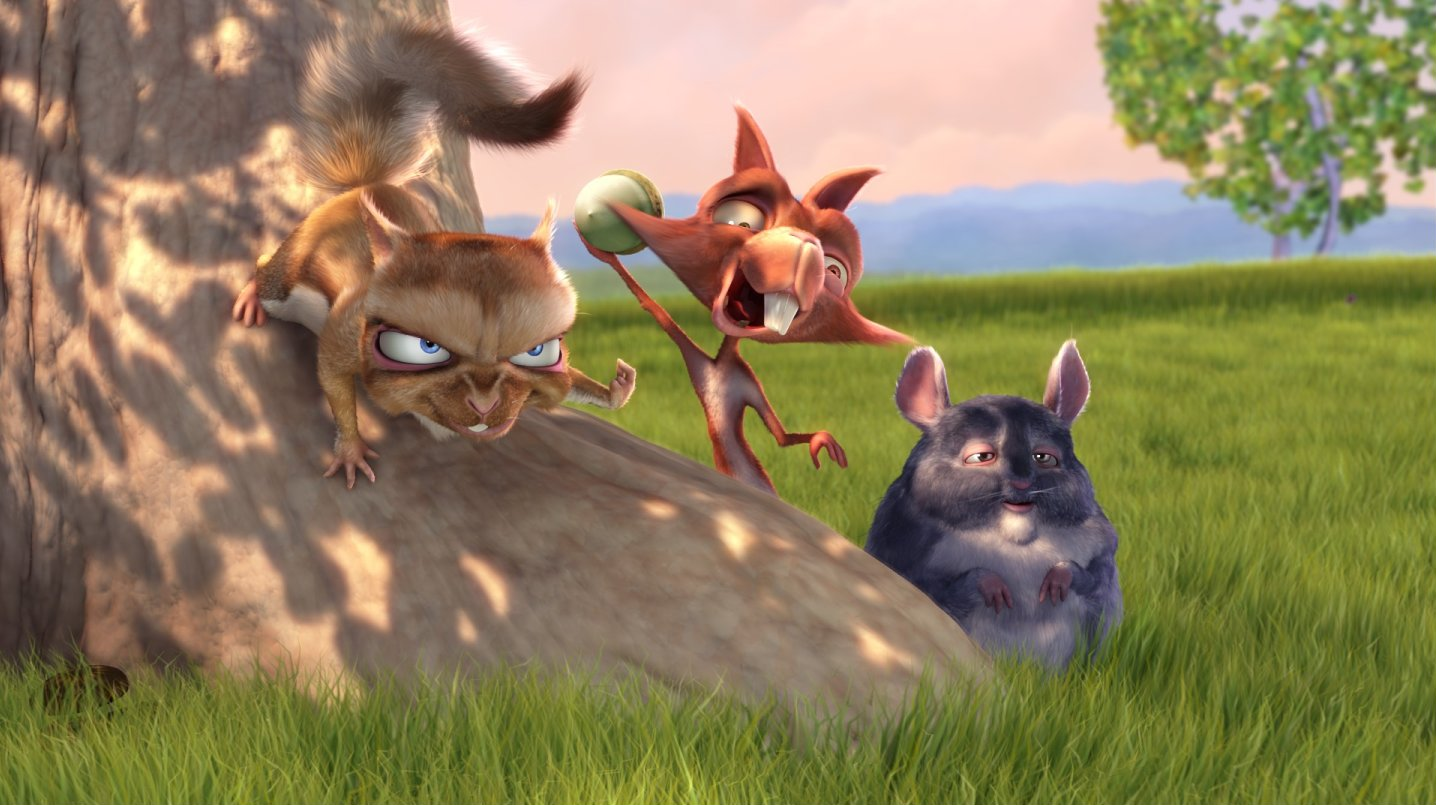
فرانك ورانكي
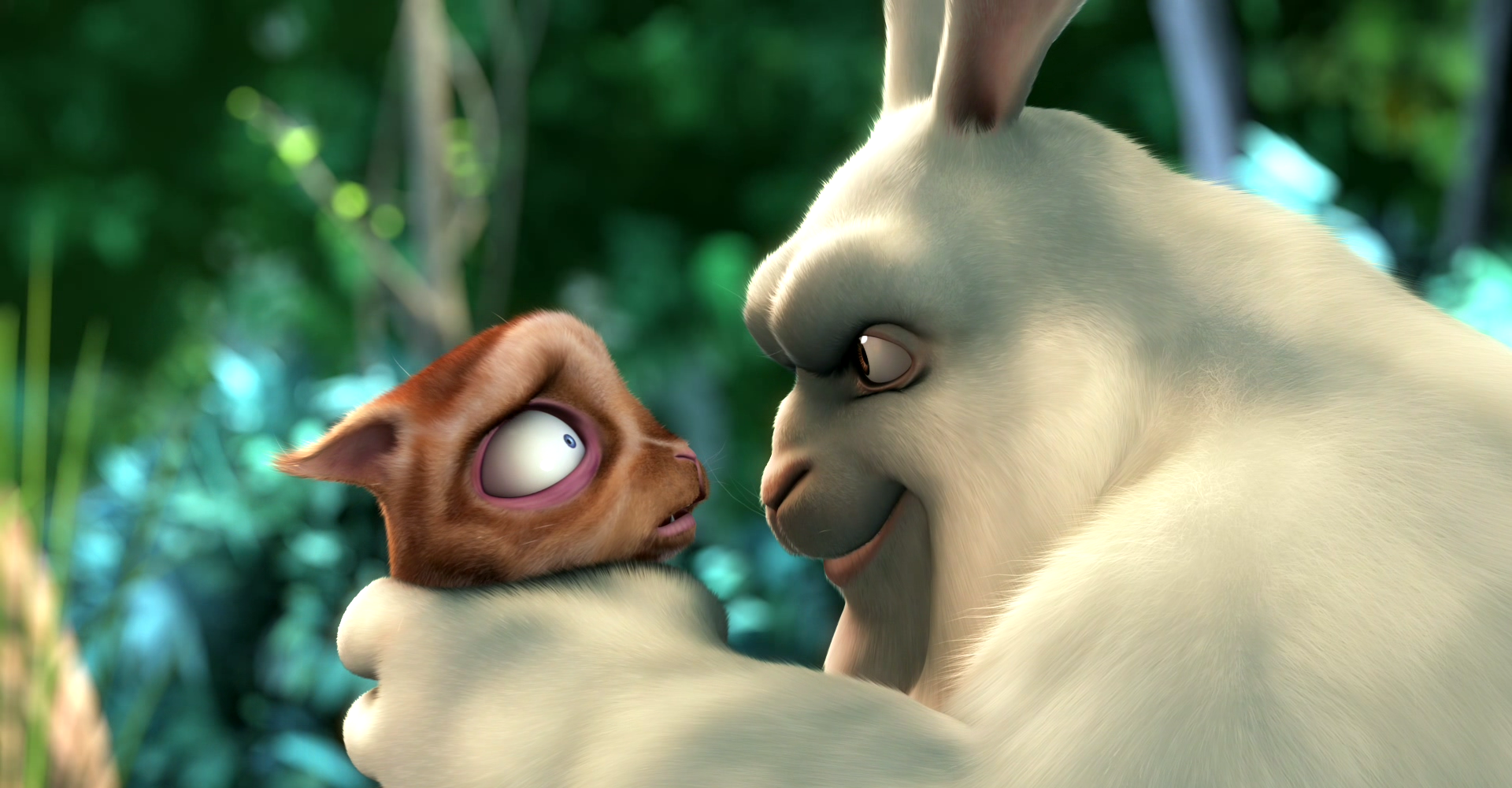
فرانك وباني
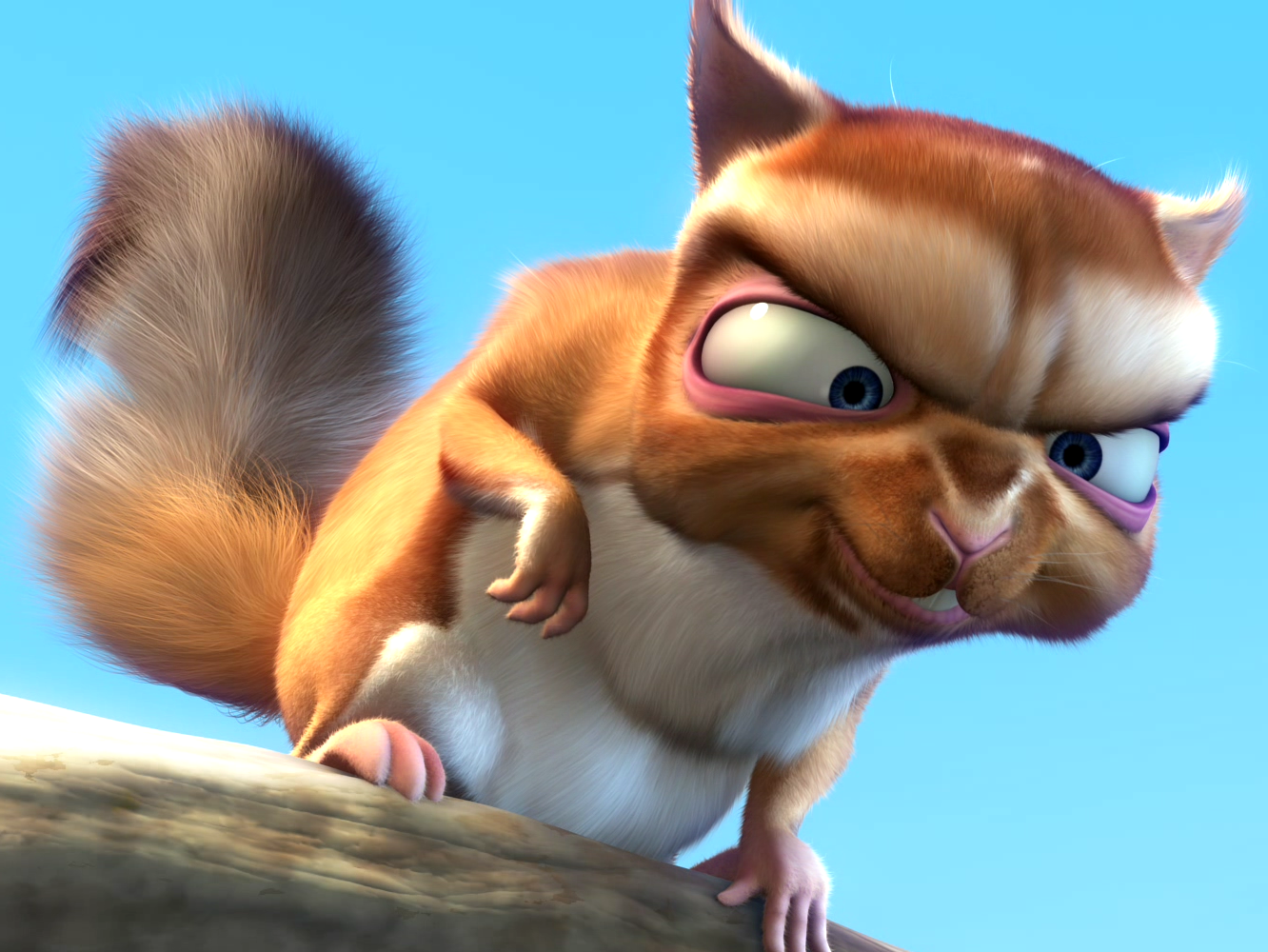
فرانك
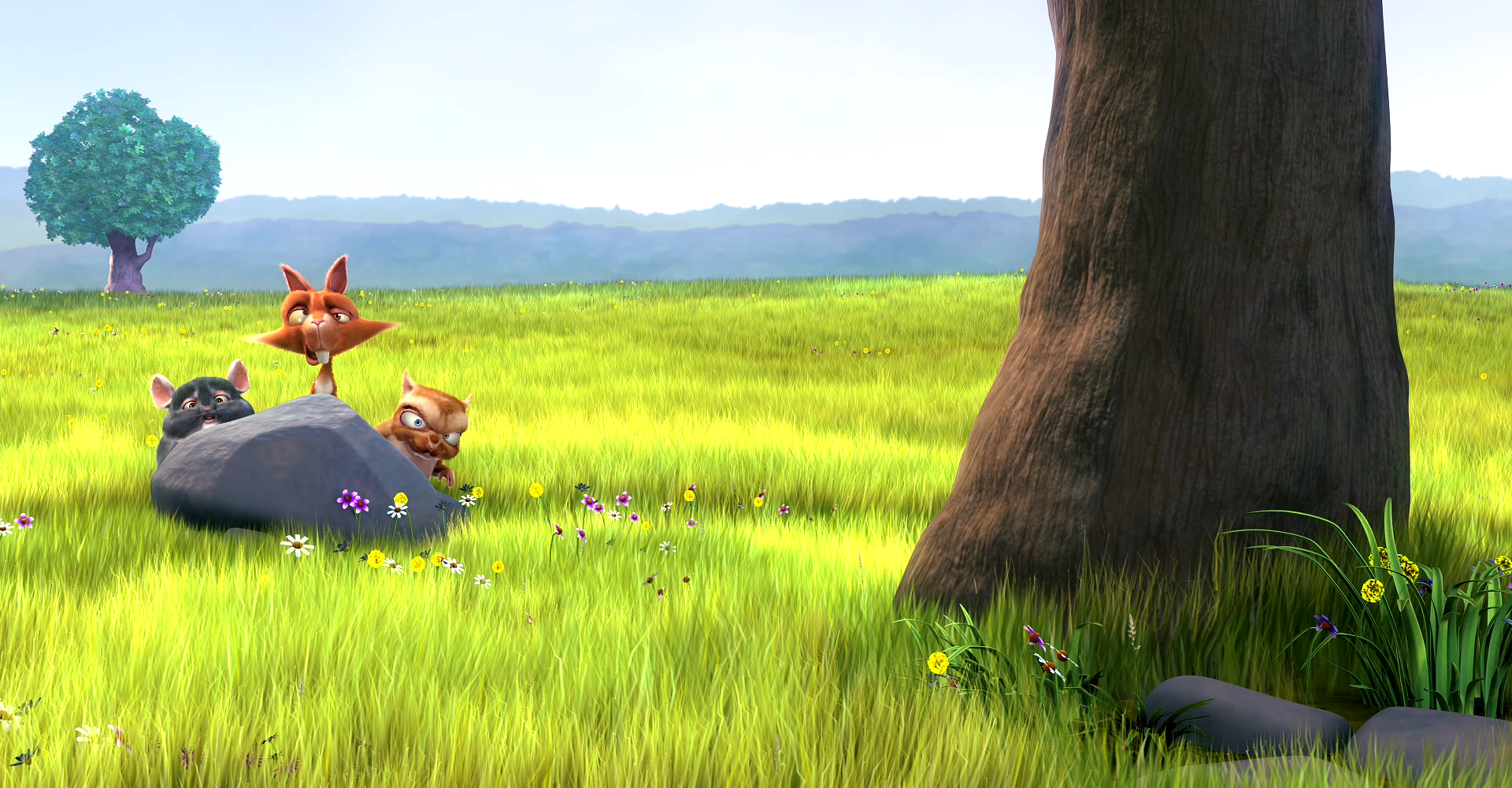
منظر طبيعي

## وصلات خارجية
- بيغ باك باني على موقع Framasoft (الفرنسية)
- بيغ باك باني على موقع IMDb (الإنجليزية)
- بيغ باك باني على موقع ألو سيني (الفرنسية)
- بيغ باك باني على موقع أول موفي (الإنجليزية)
- بيغ باك باني على موقع فيلمافينيتي (الإسبانية)
- بيغ باك باني على موقع قاعدة بيانات الفيلم (الإنجليزية)
- بيغ باك باني على موقع ليتربوكسد (الإنجليزية)
- بيغ باك باني على موقع كينوبويسك (الروسية)

- صوت لبيك باك باني كملف العام في كومنز